# Янка, Ян Август
Ян Август Я́нка, немецкий вариант — Йоганн Август Янке (в.-луж. Jan Awgust Janka, нем. Johann August Janke, 14 марта 1764 года, Букецы, Лужица, курфюршество Саксония — 8 декабря 1833 года, Холм (Коллм), Лужица, королевство Саксония) — лютеранский священнослужитель, серболужицкий общественный деятель, издатель первого в истории серболужичан печатного журнала на верхнелужицком языке.

## Биография
Родился 14 марта 1764 года в серболужицкой деревне Букецы в семье лютеранского священника. По окончании будишинской гимназии поступил в 1783 году в учёбу Лейпцигский университет, где изучал теологию. Будучи студентом, принимал участие в деятельности серболужицкого культурно-просветительского «Сербского проповеднического общества» и студенческого братства «Сорабия». Будучи студентом в Лейпциге, издал в августе 1790 года совместно с Корлой Богухвалом Шерахом первый и единственный номер политического журнала «Mesačne pismo k rozwučenju a wokřewjenju», который содержал статьи, прославляющие Французскую революцию. Цензура саксонского правительства запретила дальнейший выход журнала, который больше не издавался.
Возвратившись в Лужицу, помогал своему отцу в церковной деятельности. С 1796 года по 1803 год был домашним учителем. В 1803 году был назначен настоятелем в лютеранском приходе в деревне Радшов, где служил до 1829 года. Последние три года своей жизни провёл в деревне Холм, где скончался 8 декабря 1833 года.